# 40 år med kungen
40 år med kungen är en svensk dokumentärfilm från 1947 i regi av Gösta Werner. Filmen uppmärksammar 40-årsdagen av kung Gustaf V:s trontillträde och visar kungen som såväl privat som offentlig person.

### Fotnoter
1. ↑  ”40 år med kungen”. Svensk Filmdatabas. http://sfi.se/sv/svensk-filmdatabas/Item/?itemid=4206&type=MOVIE&iv=Basic&ref=/templates/SwedishFilmSearchResult.aspx?id%3d1225%26epslanguage%3dsv%26searchword%3d40+%C3%A5r+med+kungen%26type%3dMovieTitle%26match%3dBegin%26page%3d1%26prom%3dFalse. Läst 18 april 2013.